# Абел Сантамарија
Абел Сантамарија Куадрадо (шп. Abel Santamaría Cuadrado; Енкрусихада, 20. октобар 1927 — Сантијаго, 26. јул 1953) био је један од вођа Кубанске револуције.

## Револуција
Абел и његова сестра Хајди су пуштали кубанске револуционаре, укључујући и Фидела Кастра да користе њихов мали двособни стан у Хавани да планирају револуцију. Абел и Хајди су учествовали у нападу на касарну Монкада у јулу 1953. године, нападу који је требао да започне револуцију и свргавање режима Фулгенсија Батисте. Након неуспешног напада, обоје су ухапшени заједно са многим другим револуционарима. Абел је убијен у затвору, након тортуре од стране полиције да би открио локацију других револуционара. Прича се да је полиција Абелу извадила очи и показала их његовој сестри која је такође била у затвору, али она никада није открила где се налазе остали револуционари.